# Pien Storm van Leeuwen
Joséphine Jetty (Pien) Storm van Leeuwen (Bennebroek, 4 januari 1945 - Chaam, 30 september 2020) was een Nederlands beeldend kunstenares en dichteres.

## Privé
Geboren als Joséphine Hoogland, maar kort erna Pien genoemd, bracht ze het grootste deel van haar jeugd door in Arnhem (waar haar vader dr. G.A. Hoogland KNO-arts was) waar ze het Stedelijk Gymnasium en de Pedagogische academie voor het basisonderwijs doorliep. Aan de Universiteit Utrecht studeerde ze enige tijd rechten. Ze ontmoette er de natuurwetenschapper en fotograaf Jan Willem Storm van Leeuwen met wie ze trouwde en twee kinderen kreeg.

## Artistieke activiteiten

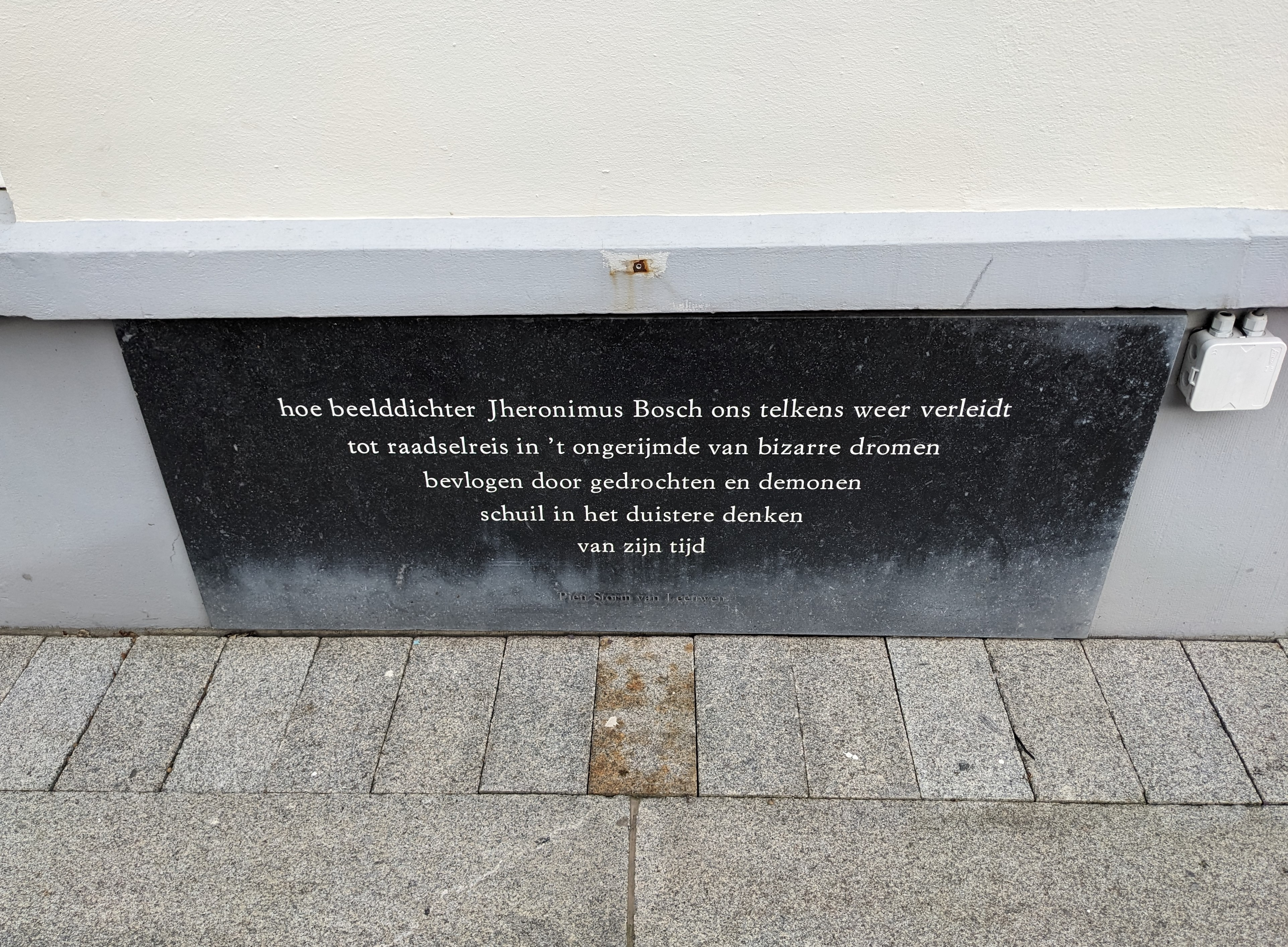
Gedicht over Jeroen Bosch door Pien Storm van Leeuwen

Tekenen, schilderen en schrijven waren van jongs af aan haar passie. Ze ontwikkelde zich autodidact tot beeldend kunstenaar en dichter en had een atelier in Chaam. Als schilder combineerde ze uiteenlopende technieken. Ze noemde haar werken 'picturen'. Ze maakte ook ijzersculpturen. Als dichter publiceerde ze verscheidene bundels en leverde ze bijdragen aan bloemlezingen. Ze trad regelmatig op en gaf workshops poëzie aan volwassenen en kinderen. In 2000 introduceerde ze het woord poosplaats en het concept voor het poosplaatsen-project, een kunstproject dat het landschap verbindt met de manier waarop mensen zich tot dat landschap verhouden. Ze plaatste gedichten, gebeiteld in steen en geïnspireerd door de plek zelf, op zorgvuldig geselecteerde locaties te velde. Vier publicaties met poëzie, foto's en cultuurhistorische toelichting beschrijven de poosplaatsen. Haar echtgenoot maakte veelal de foto's. Ze legde een honderdtal van deze versteende strofen langs wegen en water in Noord-Brabant en in de Provincie Antwerpen.
Pien Storm van Leeuwen organiseerde tal van kunst- en poëzieroutes, onder meer in het kader van Schatten van Brabant, een programma van de provincie Noord-Brabant, om jong en oud te interesseren voor de betekenis van kunst, cultuur en cultuurhistorie. Ze was als voorzitter van een belangenorganisatie voor kunstenaars en van Stichting Trajart betrokken bij het tot stand komen van kunstmanifestaties en tentoonstellingen. Bij haar culturele activiteiten werkte ze samen met een groot aantal beeldend kunstenaars en dichters. Van haar werk verscheen een aantal kunstkaarten in opdracht van overheid en bedrijven.

## Nominaties en onderscheidingen
- 2003 - genomineerde voor de Anton van Duinkerkenprijs
- 2005 - geplaatst op de longlist voor de Schrijversprijs der Brabantse Letteren
- 2005 - genomineerd voor de rol van stadsdichter van Breda
- 2010 - winnaar van de Brabant Bokaal 2010 van het Prins Bernhard Cultuurfonds Noord-Brabant
- 2012 - inauguratie tot Vrouwe van Breda door de Heerlijke Orde van Breda
- 2017 - op 26 april 2017 benoemd tot Ridder in de Orde van Oranje Nassau.[2]

## Dichtbundels
- Zinder. Chaam: Ceedata, 2004
- Pictuur en poëzie. Chaam: Ceedata, 2006
- Geheimend blauw. Breda: Van Kemenade, 2010
- Akkers en zeevlam. Breda: Van Kemenade, 2014
- Straten, stromen, struweel (met Olaf Douwes Dekker en Kees van Meel). Chaam: Ceedata, 2017. (Gedichten rond parkstad Breda).
- Gaat 't mij aan (met Rob van Uden). Chaam: Ceedata, 2017
- Verlegen zwijgt de tijd. Chaam: Ceedata, 2018

## Poosplaatsen-publicaties
- Poosplaatsen. Breda: Van Kemenade, 2004.
- De Mark en de stad Breda. Chaam: Ceedata, 2009.
- Poosplaatsen langs de Dommel. Chaam: Ceedata, 2011.
- Ode aan de Mark. Chaam: Ceedata, 2012.
- Omtrent Vincent. Chaam: Ceedata 2015 (Engelstalige editie: Concerning Vincent)
- Vroom, frivool, vilein. Chaam: Ceedata, 2016
- De boom van Vincent. Chaam: Ceedata, 2018

## Publicaties over haar beeldend werk
- Poëzie in lijn en kleur. Chaam: Ceedata, 1992
- Schering Kunstkalender 1994 (Schering Nederland B.V. Weesp)

- International Standard Name Identifier: 0000 0003 8850 0837
- Nederlandse Thesaurus van Auteursnamen: 108110621
- RKD-Nederlands Instituut voor Kunstgeschiedenis: 242592
- Virtual International Authority File: 281687262
- WorldCat: E39PBJr3wjkJvjv7V68BwWBXVC